# Михаил Петков
Вижте пояснителната страница за други личности с името Михаил Петков.
Михаил Петков е български източнокатолически епископ.

## Биография
Михаил Петков е роден на 24 октомври 1850 година в град Одрин. Завършва висше философско и Богословско образование в Рим. През юни 1873 г. е ръкоположен свещеник. Назначен е от епископ Рафаил Попов за енорийски свещеник в село Еля Гюню до Малгара, където остава около три години. След нанесен тежък побой отива на лечение в Одрин, а по-късно вече и в Цариград като протосингел на епископ Нил Изворов.
Реформата от 1883 година разделя източнокатолическата църква на две епархии. Отец Петков е назначен за апостолически наместник в Одринския диоцез на 10 април 1883 г. и ръкоположен на 22 април в църквата „Света Троица“ в Галата в Цариград за епископ Хевронски. Той също отговаря и за миряните в пределите на Княжество България. Първа пречка пред новоизбрания млад духовен глава е трудността да придобие султански берат. Това разрешение той получава едва през 1891 г. През 1903 г. епархията на епископ Михаил Петков наброява 4600 миряни с 20 свещеника.
Началото на Балканската война сред източните католици в Тракия се посреща с надежди за свобода и присъединяване към Отечеството. В Тракия турците разрушават 11 села; 3380 униати остават без покрив. Повече от 10 000 източни католици от разпадащата се Османска империя търсят спасение чрез изселване от родните си места.
При повсеместното обезбългаряване на Източна Тракия, за България заминава и одринският апостолически викарий. Установява се най-напред в София. Възникват затруднения по отношение статута на Източно-католическата църква и на нейните йерарси в България. Статутът на османски поданик на епископа се превръща във формална причина юридическото му положение в България да остане дълго неуредено. Въпреки многократните си настоявания пред Министерството на външните работи и изповеданията, българските власти не дават съгласието си да бъде признат за глава на източните католици в държавните предели. Същевременно епископ Петков поема грижата за бежанците от Солунската епархия в България и технните свещеници, които се изправя пред същото критично положение, в което от 1913 година е и Одринската епархия. Така под ведомството му минават още 11 енории, надхвърлящи 3600 души с 13 свещеници. След арестуването и заточването на епископ Епифаний Шанов на 29 май 1914 г. епископ Петков е назначен за временен администратор на католиците от Македонския викариат.
През 1914 година с помощта на епископ Михаил Петков в София е организирана енория на източните католици. На 17 февруари 1915 година епископът напуска София и се настанява в Пловдив, където дочаква края на войната. През 1920 година, вече болен и с все още неуреден статут в България, Михаил Петков поема към старото си седалище – обезбългарения Одрин. Той се връща да живее в своята стара резиденция при църквата „Свети пророк Илия“ в квартал „Киришхане“ в Одрин.
Епископът умира на 27 май 1921 година. Погребан е в гробището на отците успенци.